# Saborni hram Pokrova Presvete Bogorodice u Kninu
Crkva Pokrova Presvete Bogorodice pravoslavni je hram koji pripada Eparhiji dalmatinskoj Srpske pravoslavne crkve. Nalazi se u Kninu. Crkva je sagrađena 1866. godine po nacrtima inženjera Lukina, kao građevina središnjega plana s pseudogotičkim zvonikom.

## Povijest
Druga polovica 19. i sam početak 20. stoljeća vrijeme je značajne izgradnje u Dalmatinskoj eparhiji. Tako je bilo i u Kninu do 1866. godine. Crkva Svetog Jurja u Kninskom polju bila je okupljalište kninskih pravoslavnih Srba. Zalaganjem velikog episkopa Stefana Kneževića podignuta je nova pravoslavna crkva u užem središtu grada posvećena Pokrovu Presvete Bogorodice, koju je ovaj arhijerej posvetio 1866. godine. Hram je potpuno uništen u savezničkom bombardiranju, u 2. svjetskom ratu. Sadašnja zgrada izgrađena je sedamdesetih godina 20. stoljeća, na istim temeljima 1971. godine sagrađena je nova crkva, također posvećena Pokrovlju Presvete Gospe. Izgrađena je prema projektu Dragomire Tadić, arhitektice iz Beograda, koja je nadzirala izgradnju. Hram je svečano posvećen 19. rujna 1971., a posvetili su je episkopi: raško-prizrenski Pavle, potonji patrijarh srpski, episkop dalmatinski Stefan i episkop slavonski Emilijan.
Pravoslavnu crkvu Svetih Ćirila i Metoda na Visu komunističke su vlasti srušile u jesen 1963., a na njezinome mjestu zasadile park palmi i spomenik „Tuđe ne damo - svoje ne damo”. Dalmatinska eparhija dobila je dio sredstava kao naknadu za rušenje hrama. Taj je novac uložen u izgradnju novoga hrama u Kninu na temeljima staroga koji je u Drugom svjetskom ratu do temelja srušen.

## Unutrašnjost hrama
Kameni ikonostas hrama izradio je Ljubo Stojiljković iz Bele Vode, a ikone i okove oko ikona na ikonostasu hrama Pokrova Presvete Bogorodice Vojislav Bilbija.